# سید جعفر (بازیکن هاکی روی چمن)
سید جعفر (انگلیسی: Sayed Jaffar; ۱ ژانویهٔ ۱۹۱۱ – ۲۱ مارس ۱۹۳۷) بازیکن هاکی روی چمن اهل هند بود.
وی به‌همراه تیم ملی هاکی روی چمن مردان هند به قهرمانی بازی‌های المپیک تابستانی ۱۹۳۲ و ۱۹۳۶ دست پیدا کرده‌است.